# Ruppoldingen

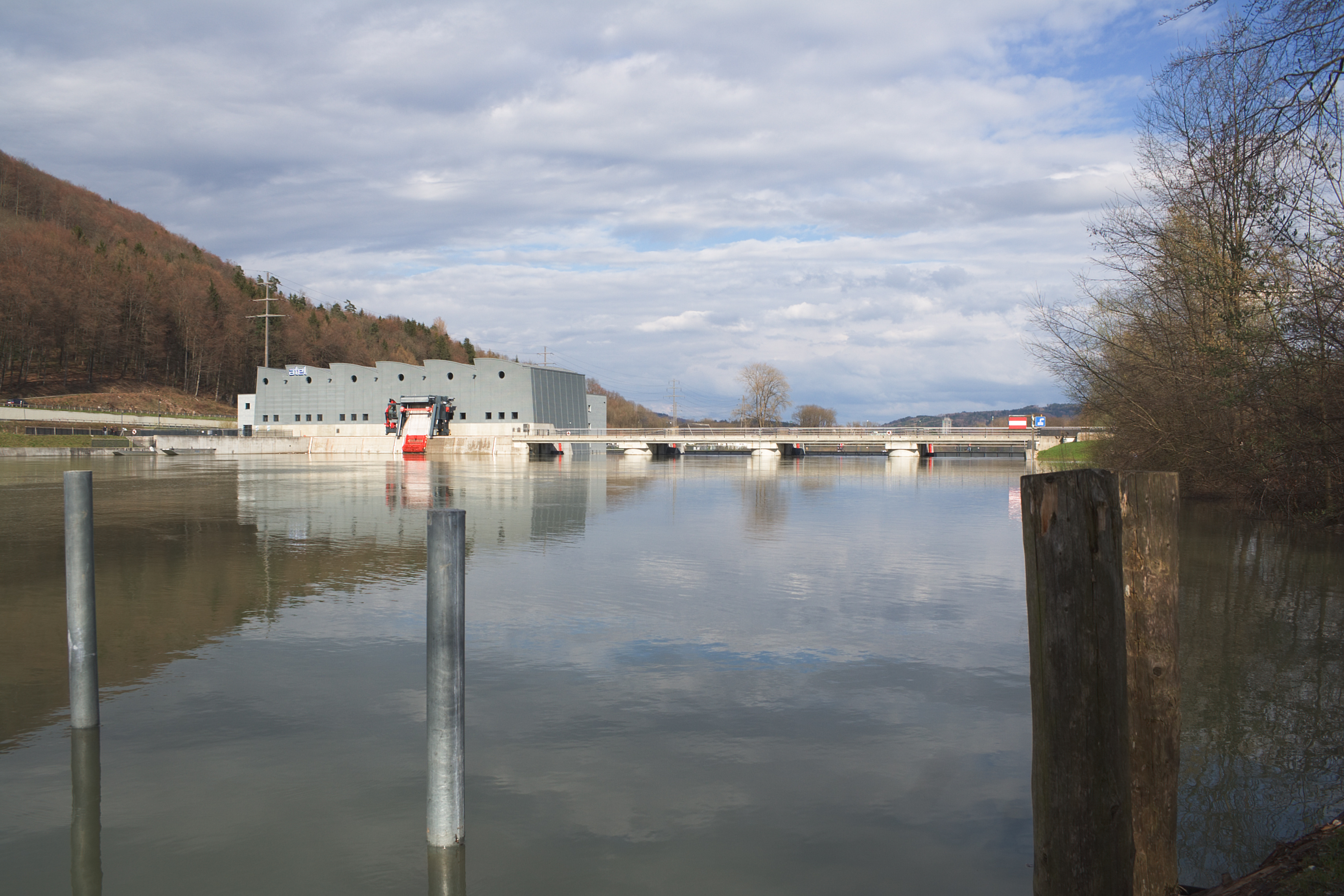
In den ökologischen Ausgleichsflächen des Kraftwerks Ruppoldingen ist der Biber heimisch

Ruppoldingen heisst eine schmale Geländestufe zwischen dem steilen Südabhang des Born und der Aare im südlichen Abschnitt des Gemeindegebiets der Stadt Olten im schweizerischen Kanton Solothurn. 

## Geschichte
Seit dem 19. Jahrhundert bestand in der landwirtschaftlichen Siedlung, die an der Strasse von Aarburg nach Boningen lag, eine Gaststätte.
Um 1894 wurde der Ortsname mit dem Bau eines ersten grossen Wasserkraftwerks an der Aare, des Kraftwerks Ruppoldingen, international bekannt. 1904 wurde dieses sogar um das erste kleine Pumpspeicherkraftwerk der Schweiz erweitert. Dazu gehörte ein auf dem nahe gelegenen Berg Born errichtetes Wasser-Oberbecken.
Heute dient als Ersatz für die ursprüngliche Kraftzentrale das neue Kraftwerk Ruppoldingen, das auf dem Gebiet der Gemeinde Boningen liegt. Das um 2000 errichtete Werk ist ein modernes Laufkraftwerk.
Die gemeinsame Strecke der beiden Hauptautobahnen der Schweiz, der A1 und der A2, verläuft im Abschnitt zwischen den Verzweigungsbauwerken Wiggertal und Härkingen durch das Gebiet von Ruppoldingen und überquert hier die Aare.

## Namensherkunft
Der Flurname mit der Endung auf -ingen bezeugt die Entstehung einer Dorfsiedlung im Mittelalter an dieser Stelle, wo sich allerdings seit Jahrhunderten nur noch ein einfacher Bauernhof befand. Das ehemalige Dorf muss schon im späten Mittelalter seine Funktion verloren haben, während sein Name weiterhin bestehen blieb. Es ist ungeklärt, zu welchem Zeitpunkt das Dorfareal dem Territorium der Stadt Olten zugeschlagen wurde.